# ComicBook.com
ComicBook.com es un sitio web de entretenimiento que ofrece noticias en los campos de los cómics, la televisión, las películas, los videojuegos y el anime. El sitio estuvo en línea en 1996 y sirvió como página de almacenamiento de enlaces de ventas y comunicados de prensa relacionados con cómics bajo varios nombres de dominio, antes de convertirse en ComicBook.com en 2004. En 2007, Joe Blackmon fundó el sitio web como un sitio de noticias de cómics. El sitio se relanzó en 2014 luego de que Shannon Terry se convirtiera en CEO. ComicBook.com fue adquirido por CBS Interactive (que luego se convirtió en parte de Paramount Global) en 2018 antes de que Paramount Global lo vendiera a Savage Ventures en 2024, y Ben Kendrick fue contratado como director editorial.

## Antecedentes
ComicBook.com comenzó como una página de almacenamiento que contenía enlaces de ventas y comunicados de prensa relacionados con los cómics y tuvo varios nombres utilizados por varias empresas: en 1996, American Entertainment lo usó para sus sitios web, Smash, Another Universe y Mania Magazine. El sitio fue adquirido por Fandom en 2000 antes de cambiarse a Cinescape en 2001. En 2004, el sitio pasó a llamarse ComicBook.com.

## Historia
En 2007, Joe Blackmon y un socio comercial fundaron ComicBook.com como un sitio de noticias de cómics, y en 2010, era copropiedad de William King de Magellen Press. En ese momento, se había convertido en su propio sitio web que publicaba noticias sobre cómics y otros campos relacionados con los cómics. En enero de 2014, el CEO de 247Sports, Shannon Terry, se convirtió en el CEO de ComicBook.com, y Blackmon se convirtió en el presidente del sitio. En ese momento, el sitio contaba con ocho empleados a tiempo completo y varios escritores a tiempo parcial. Terry relanzó el sitio en mayo de 2014 con nuevas características, como foros de mensajes, encuestas y un enfoque más amplio en las redes sociales. Jim Viscardi se desempeñó como editor desde 2015, y Sam Savage como director ejecutivo desde 2016.
En abril de 2018, CBS Interactive (que luego pasó a formar parte de Paramount Global) adquirió ComicBook.com y PopCulture.com. Tras la adquisición, Savage dejó el cargo de director ejecutivo. En abril de 2024, Viscardi dejó ComicBook.com para convertirse en vicepresidente de desarrollo comercial en Image Comics, y el sitio quedó dirigido por el editor asistente Joe Schmidt. En agosto de 2024, Paramount Global vendió ComicBook.com y PopCulture.com al operador de medios digitales de Savage, Savage Ventures, como parte de su plan para desinvertir activos y alcanzar los 500 millones de dólares. millones en ahorro de costes. En ese momento, tanto ComicBook.com como PopCulture.com empleaban a más de 40 personas. Si bien inicialmente no se esperaban despidos ni cambios de liderazgo, después de la adquisición, varios empleados fueron despedidos de la empresa, incluido Schmidt. El mes siguiente, se reveló que Ben Kendrick se había unido a Savage Ventures y fue contratado como director editorial de ComicBook.com, después de trabajar anteriormente en Static Media para Screen Rant, Comic Book Resources y Collider.

## Contenido
El sitio ofrece noticias, entrevistas y reseñas centradas en cómics, televisión, películas, videojuegos y anime, entre otros. ComicBook.com también produce contenido de video y pódcasts, incluido el pódcast Phase Zero centrado en Marvel Comics y el Universo cinematográfico de Marvel, el podcast ComicBook Nation, A Wild Podcast Has Appeared y la serie de videos de noticias y entretenimiento diarios Daily Distraction. En 2023, ComicBook.com colaboró con Entertainment Tonight en el pódcast The Last of Pods para la serie de HBO The Last of Us.